# 雷吉仕
雷吉仕（德語：Christian Reidys，1966年—），德国人，数学家，南开大学教授、组合数学研究中心副主任，曾就读于耶拿大学，入选中国教育部长江学者，2007年1月起在南开大学组合数学中心全职任教。